# Saïmon Bouabré
Saïmon Nadélia Bouabré (Saint-Étienne, 1 de junio de 2006) es un futbolista francés que juega como centrocampista en el Neom S. C. de la Liga Profesional Saudí.

## Primeros años
Nacido en Saint-Étienne, comenzó a jugar al fútbol en el equipo juvenil del A. S. Saint-Étienne. Después jugó en el A. S. Andrézieux-Bouthéon y en el S. C. Air Bel antes de incorporarse a las categorías inferiores del Monaco. Formó parte del equipo sub-18 que ganó la Copa Gambardella durante la temporada 2022-2023. Con un gol y una asistencia, su actuación en la final contra el Clermont Foot 63 impresionó mucho a los medios de comunicación.

## Selección nacional
Fue convocado a la selección sub-17 de Francia para el Campeonato Europeo Sub-17 de la UEFA 2023. A lo largo del torneo, fue titular en todos los partidos y condujo a Francia hasta la final, donde acabó fallando el lanzamiento decisivo durante la tanda de penaltis que hizo que Alemania ganara el título. A pesar de ello, fue nombrado en el Equipo del torneo.
Participó en la Copa Mundial de Fútbol Sub-17 de 2023 con la selección sub-17 de Francia. En el partido final contra Alemania, marcó un gol en el minuto 53 para ayudar a Francia a reducir el marcador a 1-2 antes de que Mathis Amougou igualara el marcador en el minuto 85, llevando el partido a los penaltis. Por segunda vez en el año, Bouabré y sus compañeros perdieron ante Alemania en la tanda de penales y terminaron como subcampeones.

## Estadísticas

### Clubes
Actualizado al último partido disputado el 1 de noviembre de 2024.
| Club                       | Div.          | Temporada     | Liga  | Liga  | Liga   | Copas nacionales | Copas nacionales | Copas nacionales | Copas internacionales | Copas internacionales | Copas internacionales | Total | Total | Total  |
| Club                       | Div.          | Temporada     | Part. | Goles | Asist. | Part.            | Goles            | Asist.           | Part.                 | Goles                 | Asist.                | Part. | Goles | Asist. |
| -------------------------- | ------------- | ------------- | ----- | ----- | ------ | ---------------- | ---------------- | ---------------- | --------------------- | --------------------- | --------------------- | ----- | ----- | ------ |
| A. S. Monaco F. C. Francia | 1.ª           | 2023-24       | 1     | 0     | 0      | 0                | 0                | 0                | —                     | —                     | —                     | 1     | 0     | 0      |
| A. S. Monaco F. C. Francia | 1.ª           | 2024-25       | 1     | 0     | 0      | 0                | 0                | 0                | 0                     | 0                     | 0                     | 1     | 0     | 0      |
| A. S. Monaco F. C. Francia | Total club    | Total club    | 2     | 0     | 0      | 0                | 0                | 0                | 0                     | 0                     | 0                     | 2     | 0     | 0      |
| Total carrera              | Total carrera | Total carrera | 2     | 0     | 0      | 0                | 0                | 0                | 0                     | 0                     | 0                     | 2     | 0     | 0      |